# Pierreville
|  | Per a altres significats, vegeu «Pierreville (Meurthe i Mosel·la)». |

Pierreville és un municipi francès al departament de la Mànega a la regió de Normandia. L'any 2007 tenia 648 habitants.

## Demografia

### Població
El 2007 la població de fet de Pierreville era de 648 persones. Hi havia 237 famílies de les quals 45 eren unipersonals (25 homes vivint sols i 20 dones vivint soles), 74 parelles sense fills, 98 parelles amb fills i 20 famílies monoparentals amb fills.
La població ha evolucionat segons el següent gràfic:

### Habitatges
El 2007 hi havia 290 habitatges, 241 eren l'habitatge principal de la família, 31 eren segones residències i 18 estaven desocupats. 284 eren cases i 1 era un apartament. Dels 241 habitatges principals, 208 estaven ocupats pels seus propietaris, 31 estaven llogats i ocupats pels llogaters i 2 estaven cedits a títol gratuït; 2 tenien una cambra, 8 en tenien dues, 39 en tenien tres, 62 en tenien quatre i 130 en tenien cinc o més. 178 habitatges disposaven pel capbaix d'una plaça de pàrquing. A 94 habitatges hi havia un automòbil i a 128 n'hi havia dos o més.

### Piràmide de població
La piràmide de població per edats i sexe el 2009 era:
| Homes | Edats   | Dones |
| ----- | ------- | ----- |
| 0     | 95 o +  | 0     |
| 0     | 90 a 94 | 4     |
| 0     | 85 a 89 | 0     |
| 12    | 80 a 84 | 16    |
| 4     | 75 a 79 | 8     |
| 20    | 70 a 74 | 12    |
| 16    | 65 a 69 | 12    |
| 0     | 60 a 64 | 16    |
| 16    | 55 a 59 | 8     |
| 16    | 50 a 54 | 8     |
| 32    | 45 a 49 | 0     |
| 12    | 40 a 44 | 44    |
| 28    | 35 a 39 | 16    |
| 32    | 30 a 34 | 28    |
| 24    | 25 a 29 | 8     |
| 16    | 20 a 24 | 8     |
| 12    | 15 a 19 | 28    |
| 32    | 10 a 14 | 28    |
| 32    | 5 a 9   | 24    |
| 12    | 0 a 4   | 8     |

## Economia
El 2007 la població en edat de treballar era de 428 persones, 297 eren actives i 131 eren inactives. De les 297 persones actives 268 estaven ocupades (158 homes i 110 dones) i 27 estaven aturades (13 homes i 14 dones). De les 131 persones inactives 36 estaven jubilades, 43 estaven estudiant i 52 estaven classificades com a «altres inactius».

### Ingressos
El 2009 a Pierreville hi havia 257 unitats fiscals que integraven 698 persones, la mediana anual d'ingressos fiscals per persona era de 15.039,5 €.

### Activitats econòmiques
Dels 14 establiments que hi havia el 2007, 2 eren d'empreses de fabricació d'altres productes industrials, 6 d'empreses de construcció, 4 d'empreses de comerç i reparació d'automòbils i 2 d'empreses classificades com a «altres activitats de serveis».
Dels 5 establiments de servei als particulars que hi havia el 2009, 2 eren paletes, 2 fusteries i 1 perruqueria.
L'any 2000 a Pierreville hi havia 41 explotacions agrícoles que ocupaven un total de 990 hectàrees.

## Equipaments sanitaris i escolars
El 2009 hi havia una escola elemental integrada dins d'un grup escolar amb les comunes properes formant una escola dispersa.

## Poblacions properes
El següent diagrama mostra les poblacions més properes.